# Calmus
Calmus (Luxemburgs: Kaalmes, Duits: Kalmus) is een plaats in de gemeente Saeul en het kanton Redange in Luxemburg.
Calmus telt 72 inwoners (2001).